# تظاهرات سازمان‌یافته حکومتی
تظاهراتِ سازمان‌ یافتهٔ حکومتی (یا تظاهرات حکومتی و راهپیمایی حکومتی) ، تظاهراتی هستند که توسط حکومت ملت (میزبان) ترتیب داده می‌شود. جمهوری اسلامی ایران، چین، جمهوری کوبا، اتحاد جماهیر شوروی، پادشاهی ایتالیا و آلمان نازی در میان دیگر ملل، تظاهرات سازمان‌یافته به دستِ حکومت داشته‌اند. حکومت کرهٔ شمالی نیز، گاه تظاهراتی را علیه کرهٔ جنوبی یا ایالات متحده آمریکا یا در حِمایت از سیاست‌های کلی حکومت، ترتیب می‌دهد.

## نمونهٔ راه‌پیمایی‌‌های حکومتی در ایران
- راه‌پیمایی ۹ دی [۴]
- راه‌پیمایی ۲۲ بهمن [۵]
- روز قدس (آخرین جمعه ماه رمضان)[۶]
- روز دانش‌آموز (۱۳ آبان)[۷]